# Bethenny Frankel
Bethenny Frankel, född 4 november 1970 i New York, är en amerikansk TV-personlighet, författare och entreprenör. 2005 medverkade Frankel i matlagningsserien The Apprentice: Martha Stewart där hon kom på andra plats. Hon blev känd år 2008 med medverkan i realityserien The Real Housewives of New York som senare ledde till en egen spinoff, Bethenny Ever After och en pratshow, Bethenny.
Frankel lanserade sin första bok Naturally Thin: Unleash Your SkinnyGirl and Free Yourself from a Lifetime of Dieting år 2009 och hennes sjätte bok, I Suck At Relationships So You Don’t Have To är planerad för utgivning i april 2015. 2011 grundade Frankel företaget SkinnyGirl Cocktails som hon senare sålde till Beam Global för 100 miljoner dollar. Hon gifte sig med Peter Sussman 1996 men ansökte om skilsmässa 1997. 2010 gifte hon sig med Jason Hoppy och födde dottern Bryn samma år. Frankel separerade från Hoppy i december 2012 och ansökte om skilsmässa i januari 2013.

## Tidiga år
Frankel är den enda dottern till hästtränaren Robert J. Frankel och Bernadette Birk. Hennes pappa var jude och mamma katolik med walesiskt påbrå som konverterade till judendom när paret gifte sig. Hennes pappa lämnade Birk när Frankel var fyra år. Hennes mamma gifte sig med hästtränaren John Parisella följande år. Vid tillbakablickar har Frankel beskrivit sin barndom som "svår". Hennes pappa slutade att besöka familjen och hennes mamma "drack alltid alkohol" och var ofta i våldsamma konfrontationer med Parisella.
Frankel flyttade runt mycket med sin familj och studerade vid flera olika skolor innan hon började på internatskola. Frankel tog examen 1988 vid Pine Crest School i Fort Lauderdale, Florida. Hon började senare vid National Gourmet Institute for Healthy and Culinary Arts i New York och New York University.

## Karriär och berömmelse

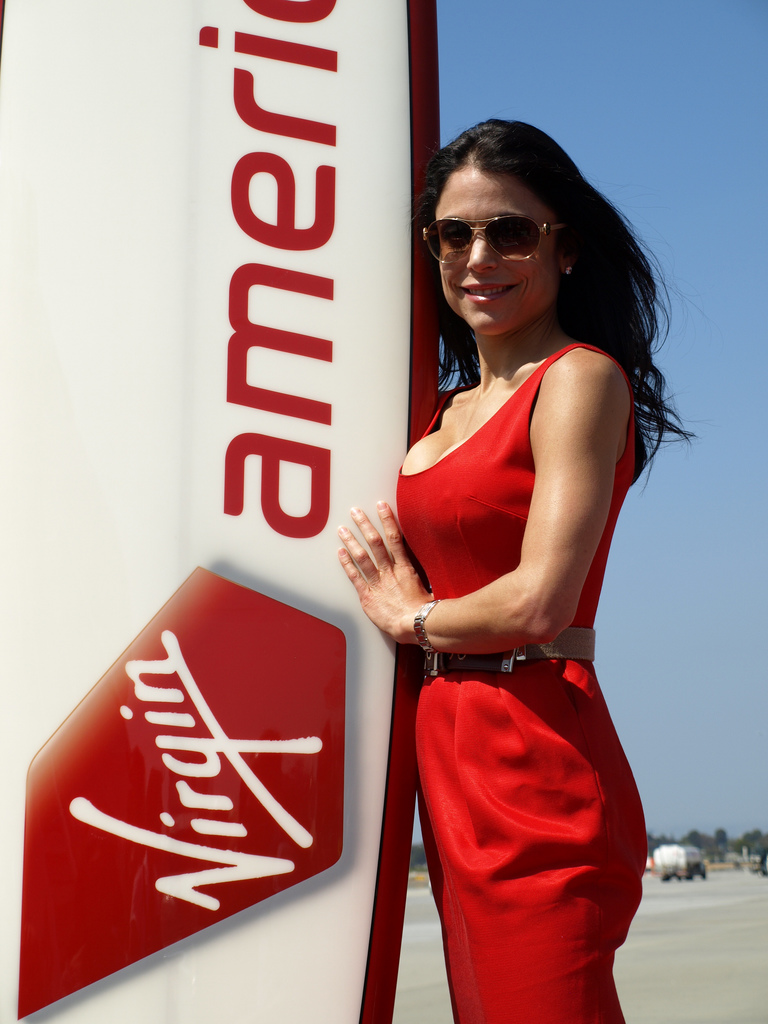
Frankel vid lanseringen av flygbolaget Virgin America.

1991 arbetade Frankel som produktionsassistent under inspelningen av den amerikanska TV-serien Saved by the Bell. 2005 var Frankel en av deltagarna i matlagningsserien The Apprentice: Martha Stewart där hon kom på andraplatsen. 2008 valdes Frankel ut som en av deltagarna till den amerikanska reality-TV-serien The Real Housewives of New York. Serien ledde till en egen spinoff, Bethenny Ever After, som följde hennes förlovning, giftermål och födseln av hennes dotter. Premiäravsnittet av serien hade högst tittarsiffror någonsin på TV-kanalen Bravo. Frankels första bok Naturally Thin: Unleash Your SkinnyGirl and Free Yourself from a Lifetime of Dieting publicerades i mars 2009. Uppföljaren The SkinnyGirl Dish: Easy Recipes for Your Naturally Thin Life kom i december samma år. Hon tog fram en tränings-DVD, Body by Bethenny, under våren 2010 och en ljudbok, The Skinnygirl Rules som summerade hennes två tidigare böcker.
I september 2010 meddelade Frankel att hon av personliga själ inte skulle medverka i fjärde säsongen av The Real Housewives of New York. I april 2011 grundade Frankel företaget SkinnyGirl Cocktails som hon senare sålde till Beam Global för 100 miljoner dollar. Samma år publicerade hon böckerna A Place of Yes: 10 Rules for Getting Everything You Want Out of Life och Skinnydipping. Förhandlingar om en talkshow med Frankel påbörjades 2011 och färdigställdes 2012. Bethenny hade premiär 9 september 2013 men hade aldrig några höga tittarsiffror och lades ner i februari 2014. I mars 2015 meddelades att Frankel skulle återvända till The Real Housewives of New York.

## Privatliv
Frankel gifte sig med Peter Sussman 1996 men ansökte om skilsmässa 1997. Hon gifte sig med affärsmannen Jason Hoppy 2010 och födde dottern Bryn samma år. Frankel och Hoppy separerade i december 2012 och ansökte om skilsmässa i januari 2013. Förhandlingar om vårdnaden om Bryn slutfördes i juni 2014 men förhandlingar om egendom pågick fortfarande mot slutet av 2014.